# Druga slovenska nogometna liga 2011-2012
La Druga slovenska nogometna liga 2011-2012 (in lingua italiana: Secondo campionato calcistico sloveno 2011-2012), abbreviata in 2. SNL 2011-2012, fu la ventunesima edizione della seconda serie del campionato di calcio sloveno.

## Formula
Le 10 squadre partecipanti disputarono un turno di andata-ritorno-andata per un totale di 27 giornate, al termine delle quali:
- La prima classificata sarebbe stata promossa in 1. SNL 2012-2013
- La seconda classificata disputò uno spareggio contro la penultima della 1. SNL 2011-2012
- Le ultime due classificate avrebbero dovuto essere retrocesse in 3. SNL 2012-2013

### Avvenimenti
L'Interblock si fuse col NK Bravo e partecipò come "Bravo 1 Interblock", ma, al termine della stagione, il presidente Joc Pečečnik (noto uomo d'affari sloveno) lasciò il club che, rimasto senza mezzi, si sciolse e rimase solo il settore giovanile.
Il Dob, secondo classificato, vinse lo spareggio contro il penultimo della 1. SNL 2011-2012, il Triglav, ed ottenne la promozione. Tuttavia, poi, il Dob rifiutò la promozione per motivi finanziari ed il Triglav rimase nella massima serie.
Il Nafta, retrocesso dalla massima serie, non ottenne la licenza e si sciolse. La combinazione della cessazione dell'attività di Nafta ed Interblock portò al ripescaggio delle ultime due classificate: Bela Krajina e Šmartno.

## Squadre partecipanti
| Squadra            | Città             | Stadio                     | Stagione 2010-11 | Stagione 2010-11 |
| Squadra            | Città             | Stadio                     | Pos.             | Divisione        |
| ------------------ | ----------------- | -------------------------- | ---------------- | ---------------- |
| Aluminij           | Kidričevo         | Športni park Aluminij      | 1°               | 2. SNL           |
| Bravo 1 Interblock | Lubiana           | Stadion ŽŠD                | 2°               | 2. SNL           |
| Dravinja Kostroj   | Slovenske Konjice | Stadion Dobrava            | 3°               | 2. SNL           |
| Roltek Dob         | Dob               | Športni park Dob           | 6°               | 2. SNL           |
| Bela Krajina       | Črnomelj          | Stadion Loka               | 7°               | 2. SNL           |
| Krško              | Krško             | Stadion Matije Gubca       | 8°               | 2. SNL           |
| Garmin Šenčur      | Šenčur            | Športni park Šenčur        | 9°               | 2. SNL           |
| Šmartno 1928       | Šmartno ob Paki   | Stadion Šmartno            | 10°              | 2. SNL           |
| Kalcer Radomlje    | Radomlje          | Športni park Radomlje      | 1°               | 3. SNL Ovest     |
| Šampion Celje      | Celje             | Stadion Olimp Arena Petrol | 2°               | 3. SNL Est       |

## Classifica
|                  | Pos. | Squadra       | Pt | G  | V  | N  | P  | GF | GS | DR  |
| ---------------- | ---- | ------------- | -- | -- | -- | -- | -- | -- | -- | --- |
|                  | 1.   | Aluminij      | 68 | 27 | 21 | 5  | 1  | 54 | 12 | +42 |
|                  | 2.   | Dob           | 48 | 27 | 13 | 9  | 5  | 42 | 33 | +9  |
|                  | 3.   | Šenčur        | 43 | 27 | 12 | 7  | 8  | 46 | 35 | +11 |
|                  | 4.   | Interblock    | 38 | 27 | 10 | 8  | 9  | 33 | 30 | +3  |
|                  | 5.   | Radomlje      | 32 | 27 | 10 | 2  | 15 | 36 | 42 | −6  |
|                  | 6.   | Krško         | 31 | 27 | 7  | 10 | 10 | 24 | 27 | −3  |
|                  | 7.   | Šampion Celje | 28 | 27 | 7  | 7  | 13 | 38 | 40 | −2  |
|                  | 8.   | Dravinja      | 28 | 27 | 8  | 4  | 15 | 25 | 49 | −24 |
|                  | 9.   | Bela Krajina  | 28 | 27 | 6  | 10 | 11 | 31 | 40 | −9  |
|                  | 10.  | Šmartno       | 27 | 27 | 7  | 6  | 14 | 33 | 54 | −21 |
| Fonte: rsssf.org |      |               |    |    |    |    |    |    |    |     |

Legenda:
      Promosso in 1. SNL 2012-2013.
  Partecipa agli spareggi.
      Retrocesso in 3. SNL 2012-2013.
      Escluso dal campionato.
Regolamento:
Tre punti a vittoria, uno a pareggio, zero a sconfitta.
In caso di arrivo di due o più squadre a pari punti, la graduatoria viene stilata secondo la classifica avulsa tra le squadre interessate (= scontri diretti).

### Spareggio
Il Dob incontrò il Triglav, penultimo in 1. SNL 2011-2012, con gare di andata e ritorno, per un posto in 1. SNL 2012-2013. Il Dob vinse, ma successivamente rinunciò alla promozione.
| Squadra 1 | Totale | Squadra 2 | Andata     | Ritorno    |
| --------- | ------ | --------- | ---------- | ---------- |
|           |        |           | 02.06.2012 | 06.06.2012 |
| Triglav   | 0 – 6  | Dob       | 0 – 2      | 0 – 4      |